# Warner Bros. Discovery International
Warner Bros. Discovery International, Inc. é uma empresa que concentra-se em variações locais e regionais dos canais de televisão domésticos da Warner Bros. Discovery, bem como operações específicas da região, como TVN Group na Polônia e Three na Nova Zelândia, a divisão, liderada por Gerhard Zeiler, está dividida em três centros regionais: Asia-Pacific, Europe, Middle East and Africa (EMEA), e The Americas, e também é responsável pela distribuição global de redes da CNN Global e Warner Bros. Discovery Sports. Segmentos de negócios adicionais incluem divisões responsáveis pela distribuição de conteúdo global (que compreende a Warner Bros. Worldwide Television Distribution e Warner Bros. Home Entertainment), e Vendas de Publicidade. Esses negócios são supervisionados por Bruce Campbell, que atua como diretor de Receita da empresa.

## Zona EMEA
Warner Bros. Discovery EMEA (Warner Bros. Discovery EMEA) é a empresa que distribuí canais ao redor da Europa, Oriente Médio e África. WarnerMedia Europe opera as seguintes marcas: CNN international, Boomerang, TCM, TNT Film, Cartoon Network e Boing.
| Canal                       | Gênero          | Transmissão |
| --------------------------- | --------------- | --- |
| CNN International Europe    | Notícias        | Europa |
| TCM Reino Unido e Irlanda   | Entretenimento  | Reino Unido e Irlanda |
| TCM +1                      | Entretenimento  | Reino Unido e Irlanda |
| TCM África                  | Entretenimento  | África |
| TNT EMEA                    | Entretenimento  | - TNT Alemanha - TNT Espanha - TNT Países Baixos e Flandres - TNT Suécia - TNT Turquia |
| TNT Film                    | Entretenimento  | Alemanha |
| TNT Serie                   | Entretenimento  | Alemanha |
| TruTV Reino Unido e Irlanda | Entretenimento  | Reino Unido e Irlanda |
| Cartoon Network Europa      | Infanto-juvenil | - Cartoon Network Reino Unido e Irlanda - Cartoon Network Portugal - Cartoon Network Polónia - Cartoon Network Turquia - Cartoon Network Itália - Cartoon Network Bulgária - Cartoon Network Rússia - Cartoon Network Almanha - Cartoon Network França - Cartoon Network Holanda - Cartoon Network Nórdico - Cartoon Network Europa Central e Oriental - Cartoon Network África - Cartoon Network Árabe - Cartoon Network Grécia |
| Cartoon Network +1          | Infanto-juvenil | Reino Unido e Irlanda |
| Cartoonito                  | Infanto-juvenil | - Cartoonito Reino Unido e Irlanda - Cartoonito Itália |
| Boomerang Europa            | Infanto-juvenil | - Boomerang Reino Unido e Irlanda - Boomerang Europa Central e Oriental - Boomerang África - Boomerang França - Boomerang Alemanha - Boomerang Itália - Boomerang Holanda - Boomerang Nórdico - Boomerang Portugal |
| Boing                       | Infanto-juvenil | - Boing França - Boing Itália - Boing Espanha - Boing África |

## Zona América Latina
Warner Bros. Discovery Americas (Warner Bros. Discovery Americas) é uma empresa que distribuí canais ao redor da América Latina e Caribe, com sede em Atlanta, Geórgia, Estados Unidos. O centro de transmissão está localizado em Buenos Aires, Cidade do México, México; São Paulo, Brasil, e Santiago, Chile. Transmissão independente em América Central, Brasil, Caribe, Colômbia, Chile, Equador, México, Paraguai, Peru, Uruguai e Venezuela. Warner Bros. Discovery Americas opera as seguintes marcas: CNN International, Boomerang, Cartoonito, CNN Chile, TCM, Woohoo, Tooncast,  TNT, Cartoon Network, Warner TV, TNT Series, I-SAT, MuchMusic, HTV, HLN, TruTV, CNN en Español, Space, TBS, Glitz*, TNT Sports.
| Nome                                              | Gênero                        | Transmissão |
| ------------------------------------------------- | ----------------------------- | --- |
| Boomerang                                         | Infantil                      | - Zona 1: México - Zona 3: Argentina (incluindo o resto da América Latina) |
| Cartoon Network (HD)                              | Infantil                      | - Zona 1: México - Zona 2: Brasil (em português) - Zona 3: Argentina - Zona 4: Colômbia (incluindo Equador, Venezuela e América Latina) - Zona 5: Chile (incluindo Bolívia, Paraguai, Peru e Uruguai)                        |
| Cartoonito (HD)                                   | Infantil                      | - Zona 1: México - Zona 2: Brasil (em português) - Zona 3: Argentina - Zona 4: Colômbia (incluindo Equador, Venezuela e América Latina) - Zona 5: Chile (incluindo Bolívia, Paraguai, Peru e Uruguai)                        |
| CNN Chile                                         | Notícias                      | - Zona 1: Chile (incluindo a toda a América Latina, com exceção do Brasil) |
| CNN International Latin America                   | Notícias                      | - Zona 1: América Latina |
| CNN Brasil                                        | Notícias                      | - Zona 1: Brasil (em português) |
| CNN en Español                                    | Notícias                      | - Zona 1: Estados Unidos - Zona 2: México - Zona 3: Argentina (incluindo o resto da América Latina) |
| Glitz*                                            | Variedades                    | - Zona 1: Argentina (incluindo o Paraguai e Uruguai) - Zona 2: México (incluindo o resto da América Latina) |
| HLN                                               | Notícias                      | - Zona 1: Estados Unidos (incluindo a toda a América Latina, Europa, Austrália e Nova Zelândia) |
| HTV                                               | Música                        | - Zona 1: Toda a América Latina (exceto o Brasil) e Estados Unidos |
| TNT Sports                                        | TNT                           | - Zona 1: Brasil |
| TNT Sports                                        | TNT                           | - Zona 1: México |
| I-SAT                                             | Filmes independentes e Séries | - Zona 1: Argentina (incluindo o Paraguai e Uruguai) - Zona 2: México (incluindo o resto da América Latina) - Zona 3: Brasil (em português)                                                                                  |
| TNT Series (HD)                                   | Séries                        | - Zona 1: Argentina (incluindo o Paraguai e Uruguai) - Zona 2: México (incluindo o resto da América Latina) - Zona 3: Brasil (em português)                                                                                  |
| MuchMusic                                         | Música                        | - Zona 1: Toda a América Latina (exceto o Brasil) |
| Space (HD)                                        | Filmes                        | - Zona 1: Argentina (incluindo o Paraguai e Uruguai) - Zona 2: Colômbia - Zona 3: Chile (incluindo o resto da América Latina) - Zona 4: Brasil (em português) - Zona 5: México                                               |
| TBS Very Funny (AL) ou Muito divertido (BRA) (HD) | Variedades                    | - Zona 1: Argentina (incluindo o Paraguai e Uruguai) - Zona 2: México (incluindo o resto da América Latina) - Zona 3: Brasil (em português)                                                                                  |
| TCM                                               | Filmes e Séries               | - Zona 1: Argentina (incluindo o Paraguai e Uruguai) - Zona 2: Brasil (em português) - Zona 3: México (incluindo o resto da América Latina)                                                                                  |
| TNT (HD)                                          | Filmes                        | - Zona 1: México - Zona 2: Colômbia - Zona 3: Venezuela - Zona 4: Brasil (em português) - Zona 5: Argentina (incluindo o Paraguai e Uruguai) - Zona 6: Chile (incluindo o Equador, Peru e Bolívia) - Zona 7: América Central |
| Tooncast                                          | Infantil                      | - Zona 1: Toda a América Latina (SAP) - Zona 2: Brasil (em português) |
| TruTV (HD)                                        | Variedades                    | - Zona 1: Toda a América Latina (exceto o Brasil) - Zona 2: Brasil (em português) |
| Warner TV (HD)                                    | Séries e Filmes               | - Zona 1: México - Zona 2: Argentina (incluindo o Paraguai e Uruguai) - Zona 3: Venezuela - Zona 4: Brasil (em português) - Zona 5: Colômbia (incluindo o resto da América Latina)                                           |
| Woohoo                                            | Esporte                       | - Zona 1: Brasil |
| TNT Sports (HD)                                   | Esporte                       | - Zona 1: Argentina - Zona 2: Chile |
| HBO (HD)                                          | Filmes e séries               | - Zona 1: Brasil |

## Zona Ásia-Pacífico
Warner Bros. Discovery Asia Pacific (Warner Bros. Discovery Asia Pacific) é a empresa que distribuí canais ao redor da Ásia e Pacífico, com sede em Tóquio, Japão.